# Парма (Усть-Куломский район)
 Парма — деревня в Усть-Куломском районе Республики Коми в составе сельского поселения Усть-Кулом. 

## География
Расположена на расстоянии примерно 16 км по прямой от районного центра села Усть-Кулом на северо-восток.  

## История
Известна с 1916 года как деревня с 4 дворами и 23 жителями, в 1940-х годах отмечалась как Пурга. С 1956 года Парма. Население составляло 74 человека (1970), 11 (1989), 8 (1995) .

## Население
Постоянное население  составляло 6 человек (коми 100%) в 2002 году, 6 в 2010 .